# George Bastl
George Edward Bastl (Ollon, 1 de abril de 1975) es un jugador profesional de tenis suizo, ex top 100 y ganador de cuatro torneos de categoría Challenger. Defendió numerosas veces a su país en Copa Davis. La mejor victoria de su carrera la consiguió en la segunda ronda de Wimbledon, donde el año 2002 venció en cinco sets al estadounidense Pete Sampras.

## Títulos en ATP (0)

### Finalista en Individuales (1)
| N.º | Fecha | Torneo   | Superficie | Oponente en la final | Resultado |
| --- | ----- | -------- | ---------- | -------------------- | --------- |
| 1.  | 1999  | Tashkent | Dura       | Nicolás Kiefer       | 4-6 2-6   |

## Títulos enChallengers(11; 4+7)

### Individuales (4)
| N.º | Fecha | Torneo     | Superficie | Oponente en la final | Resultado   |
| --- | ----- | ---------- | ---------- | -------------------- | ----------- |
| 1.  | 1999  | Eckental   | Dura       | Petr Luxa            | 7-6 4-6 6-4 |
| 2.  | 1999  | Nuembrecht | Dura       | Martin Damm          | 7-6 6-3     |
| 3.  | 2001  | Helsinki   | Dura       | Ota Fukárek          | 6-4 4-6 6-4 |
| 4.  | 2004  | Milán-1    | Dura       | Alexander Waske      | 7-6 6-4     |

### Finalista en Individuales (5)
- 1998: Andorra CH (pierde ante Justin Gimelstob)
- 2003: León CH (pierde ante Alex Bogomolov)
- 2005: Wrexham CH (pierde ante Vladimir Voltchkov)
- 2005: Luxemburgo CH (pierde ante Christophe Rochus)
- 2008: Fergana CH (pierde ante Pavel Snobel)

## Dobles (7)
| N.º | Fecha | Torneo         | Superficie    | Pareja             | Oponentes en la final                | Resultado    |
| --- | ----- | -------------- | ------------- | ------------------ | ------------------------------------ | ------------ |
| 1.  | 2000  | Milán-1        | Dura          | Giorgio Galimberti | Filippo Messori Vincenzo Santopadre  | 6-4 7-6      |
| 2.  | 2001  | Eckental       | Dura          | Neville Godwin     | Yves Allegro Marcus Hilpert          | 6-4 4-6 7-5  |
| 3.  | 2002  | Tarzana        | Dura          | Neville Godwin     | Brandon Coupe Kevin Kim              | 6-3 4-6 6-3  |
| 4.  | 2002  | Bermuda        | Tierra batida | Neville Godwin     | Ramón Delgado Alexandre Simoni       | 7-5 6-3      |
| 5.  | 2004  | Estambul       | Dura          | Bjorn Phau         | Daniele Bracciali Fred Hemmes        | 6-1 6-2      |
| 6.  | 2009  | Johannesburgo  | Dura          | Chris Guccione     | Mijaíl Yelguin Aleksandr Kudriávtsev | 6-2 4-6 11-9 |
| 7.  | 2009  | Ramat Hasharon | Dura          | Chris Guccione     | Jonathan Erlich Andy Ram             | 7-5 7-6      |